# Tonfa
Der Tonfa (Ryūkyū トンファー, Tonfā) ist ein Schlagstock mit charakteristischem Quergriff mit vielfältigen Einsatzgebieten. Der Tonfa wird in der Kampfkunst, Kampfsportarten wie dem Kobudo, Ju-Jutsu und der Selbstverteidigung gebraucht. Verschiedene Polizeieinheiten verwenden den Tonfa als Waffe.

## Geschichte

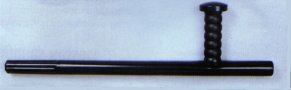
Der Tonfa als Einsatzwaffe der österreichischen Polizei.

Schematische Darstellung eines Tonfa-Schlagstocks

Der exakte Ursprung des Tonfas (auch Tongwa/Tonkwa, Tunfa, Tuifu oder Tuifa genannt) ist nicht mehr nachzuvollziehen; es gibt jedoch Texte und Bilder, welche belegen, dass er ehemals eine Kurbel an Mühlsteinen war. Der Griff bzw. der lange Teil des Tonfas wurde so in eine seitlich am Mühlstein angebrachte Öffnung gesteckt, dass ein Teil des Tonfas nach oben stand und mit dessen Hilfe der Mühlstein gedreht werden konnte. Da mit der heutigen Form des Tonfas kaum ein schwerer Mühlstein zu bewegen wäre, dürfte wegen der größeren Hebelleistung damals ein größeres Griffstück eingesetzt worden sein.
Zunächst als Werkzeug entwickelt, konnte diese Kurbel jedoch auch als gut getarnte Waffe dienen. Man geht davon aus, dass der Tonfa in China ursprünglich als Waffe genutzt wurde (chinesisch 拐, Pinyin Guǎi, W.-G. Kuai – „Krücke“) und auch in vielen anderen asiatischen Ländern zur Anwendung kam. Sowohl die ursprüngliche Nutzung als auch die nachfolgende Entwicklung ist jedoch entgegen vieler Annahmen nicht okinawanischen Ursprungs. Es gibt verschiedene Erklärungsansätze, wie der Tonfa den Weg in die japanischen Kampfkünste fand. Ein Grund für die stärkere Verbreitung als Waffe dürfte sich jedenfalls ähnlich anderer Okinawa-Bauernwaffen (wie Sai, Kama, Nunchaku usw.) in dem Verbot des Schwert-Tragens außerhalb der Samurai-Kaste finden. Um sich gegen jegliche Angriffe zur Wehr setzen zu können, wurden die verschiedenartigsten Feldgeräte umfunktioniert und zweckentfremdet. Der Umgang mit diesen Waffen wurde jedoch auch in den höheren Gesellschaftsschichten Okinawas geübt.
Heute kennt man den Tonfa eher als Schlagstock, bzw. Mehrzweckeinsatzstock (MES), Einsatzmehrzweckstock (EMS) oder auch Rettungsmehrzweckstock (RMS), Schlagwaffe der Polizei und aus zahlreichen Filmen. Diese neuen Formen haben jedoch wenig mit der ursprünglichen Waffe und vor allem der traditionellen Anwendung gemein, bei welcher der Tonfa grundsätzlich paarweise benutzt wurde. Eine traditionelle Art der Anwendung findet man noch in den verschiedenen Schulen des Kobudo.

## Gerät
Das Unterarmholz ist bei dem modernen Tonfa in der Regel 50 cm lang, beim traditionellen 1–2 cm länger als der Unterarm. Der darauf verkeilte Griff ist etwa 15 cm lang. Ursprünglich war er aus Holz, mittlerweile wird er auch aus anderen Materialien, wie z. B. Hartgummi oder PVC hergestellt. Meistens sind der Griff sowie das Griffstück des Unterarmholzes noch zusätzlich mit einem Knauf sowie mit Rillen versehen, um ein Herausreißen oder Fallenlassen der Waffe zu verhindern.

## Handhabung

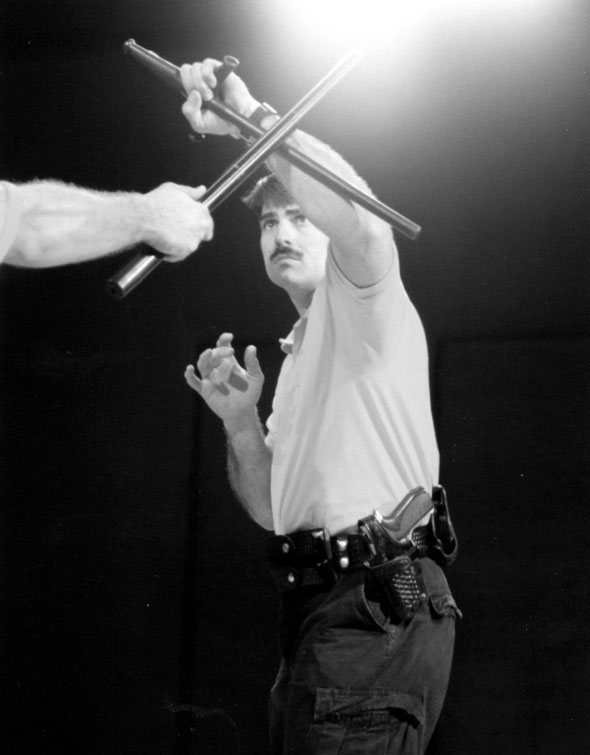
Abwehr eines gegnerischen Schlags

Es gibt viele verschiedene Möglichkeiten, den Tonfa zu führen. Bei der bekanntesten führt man ihn mit der Faust um den Griff, so schützt das Unterarmholz den Unterarm. Hier sind schnelle Drehschläge aus dem Handgelenk möglich. Der ursprüngliche Tonfa wurde als Paarwaffe mit dem Ziel benutzt, den Schlag des Gegners zu blocken (1. Tonfa) und ihm dann eine Verletzung zuzufügen (2. Tonfa).
Des Weiteren kann man den Tonfa auch unterhalb des Quergriffs greifen, so schützt der Quergriff die Hand und man kann die lange Seite wie einen kurzen Knüppel verwenden. Greift man den Tonfa am langen Ende, so kann man ihn wie einen Kriegshammer oder einen Tomahawk einsetzen.

## Einsatzgebiete

### Deutschland

#### Polizei

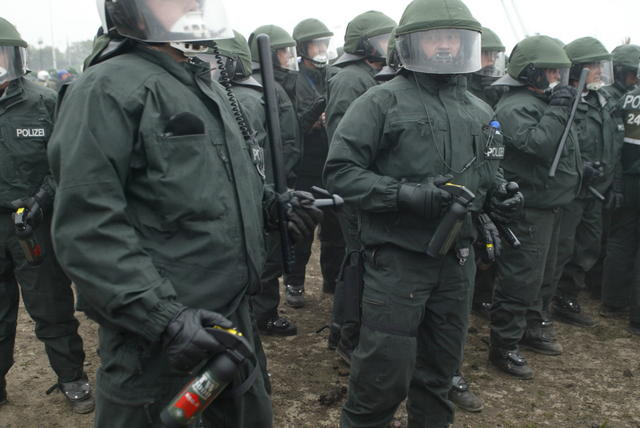
Der Tonfa als Einsatzwaffe der deutschen Polizei

Der Tonfa – polizeiinterne Bezeichnung „MES schwer“ (Mehrzweckeinsatzstock, schwer) – ist eine der wichtigsten Waffen der Bundespolizei bzw. Bereitschaftspolizei der Bundesländer und wird zum Schutz der Polizeibeamten bei Festnahmen von Gewalttätigen oder als Mittel des unmittelbaren Zwangs meistens von Angehörigen der Bereitschaftspolizei eingesetzt. Im Streifendienst der Landespolizei ist dessen Gebrauch deutlich seltener, hier werden die Polizisten im überwiegenden Fall mit einer behördlichen Version eines Teleskopschlagstockes ausgerüstet.
Darüber hinaus kann der Mehrzweckeinsatzstock beispielsweise auch zum Einschlagen von Scheiben verwendet werden.

#### Militär

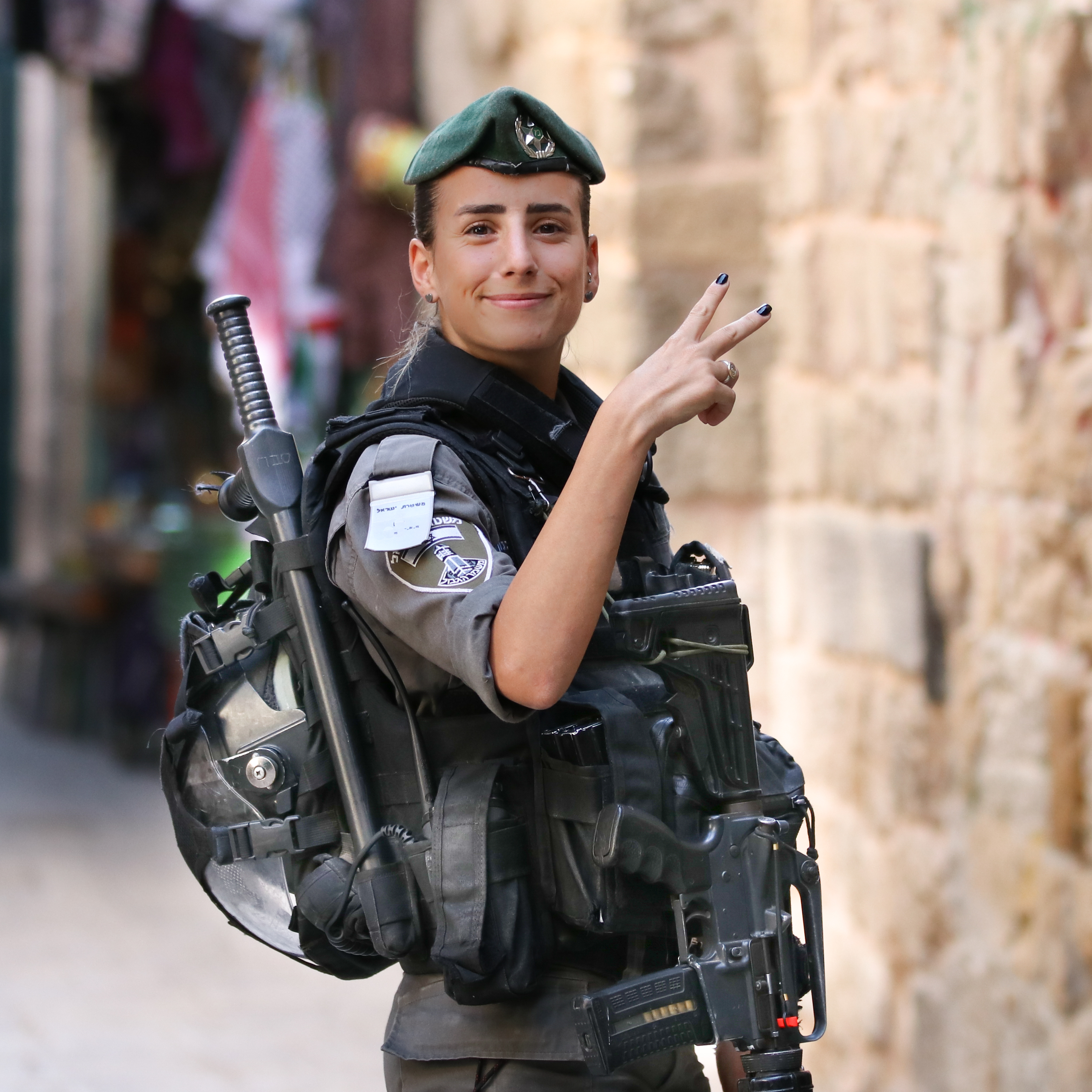
Israelische Grenzpolizistin mit einem Tonfa

Auch bei der Bundeswehr wird seit geraumer Zeit der Tonfa als Schlagstock genutzt. Diese Waffe (als Rettungsmehrzweckstock oder kurz RMS bezeichnet) ist jedoch ausschließlich der Militärpolizei (Feldjäger) vorbehalten. Der RMS dient als „Hilfsmittel körperlicher Gewalt“ und stellt somit ein Einsatzmittel unterhalb der Schwelle des Schusswaffengebrauchs dar. Deutsche Militärpolizisten müssen jährlich im Zuge eines Trainings ihre Fertigkeiten im Umgang mit dem Tonfa üben.

## Rechtliche Lage in Deutschland
Nach § 42a Waffengesetz ist das Führen von Tonfas in Deutschland grundsätzlich verboten (Anlage 1 zu § 42a, Abs. 1 Unterabschnitt 2: „1.1 Hieb- und Stoßwaffen (Gegenstände, die ihrem Wesen nach dazu bestimmt sind, unter unmittelbarer Ausnutzung der Muskelkraft durch Hieb, Stoß, Stich, Schlag oder Wurf Verletzungen beizubringen)“). Ausgenommen von dieser Regelung ist die Verwendung bei Foto-, Film- oder Fernsehaufnahmen, Theateraufführungen, der Transport in einem verschlossenen Behältnis oder das Führen im Rahmen eines berechtigten Interesses, was beispielsweise im Zusammenhang mit der Berufsausübung, der Brauchtumspflege, dem Sport oder einem allgemein anerkannten Zweck gegeben ist.